# Verdure ripiene

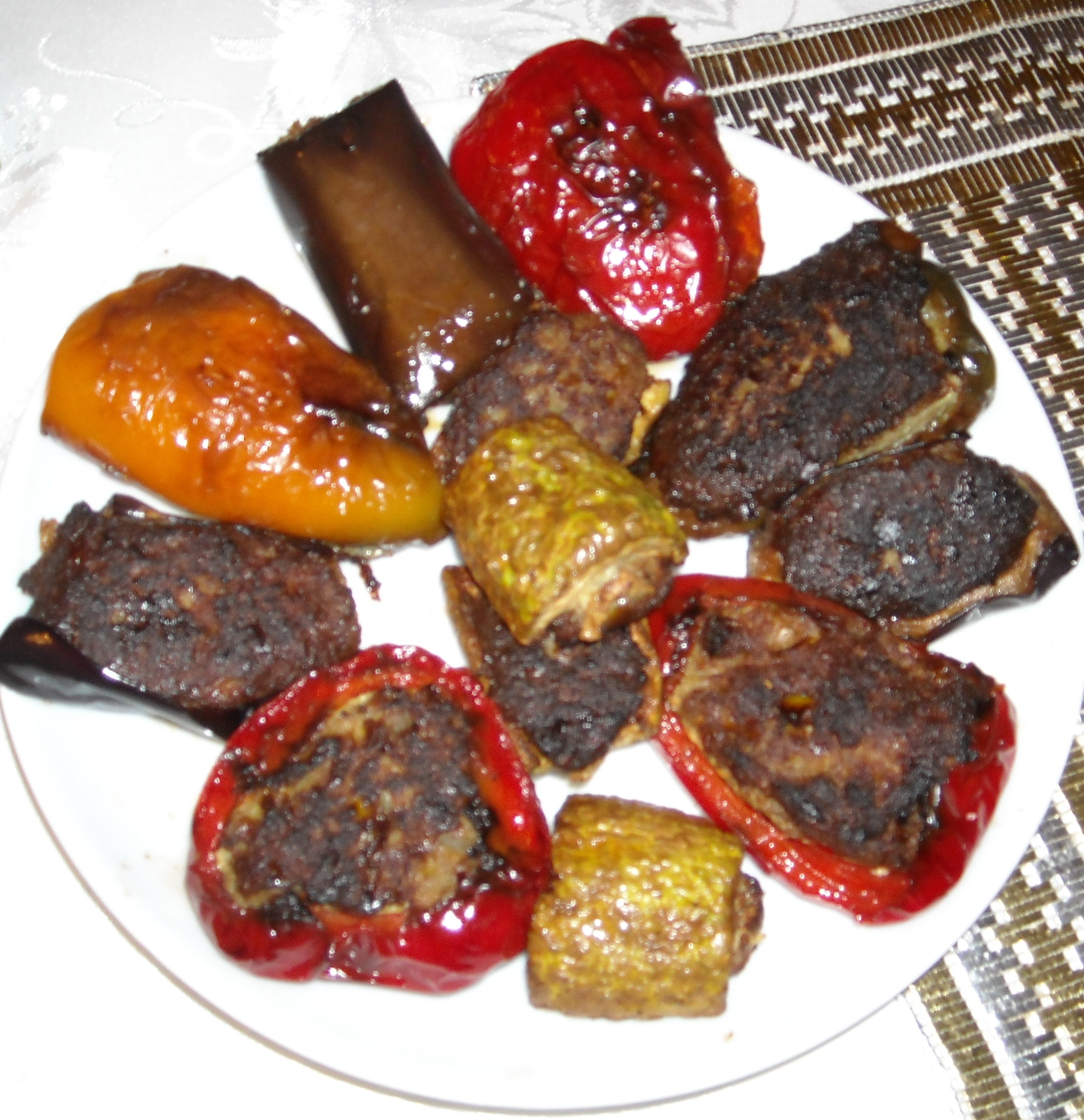
Verdure ripiene miste

Le verdure ripiene sono una preparazione diffusa in molte parti del mondo, specialmente nei paesi europei e che si affacciano sul Mediterraneo. Verdure come i pomodori, le cipolle, i peperoni, le zucchine, le verze e le melanzane, si prestano infatti a innumerevoli ripieni diversi di carne, formaggio, riso, pesce, pangrattato, funghi, maccheroncini e altri ortaggi. Benché le verdure ripiene siano spesso infornate, esistono delle specialità di questo tipo che non vengono sottoposte a cottura, come avviene ad esempio nel caso di qualche piatto estivo a base di pomodori.
Le verdure ripiene sono tipiche in più regioni dell'Italia, Egitto (diverse verdure ripiene di riso con spezie e salsa di pomodoro), in Francia (pomodori alla provenzale), Germania (cipolle di Bamberga), Grecia (gemistà), Turchia (dolma) e Sud America (tomates rellenos).